# Slag bij Toulouse (1814)

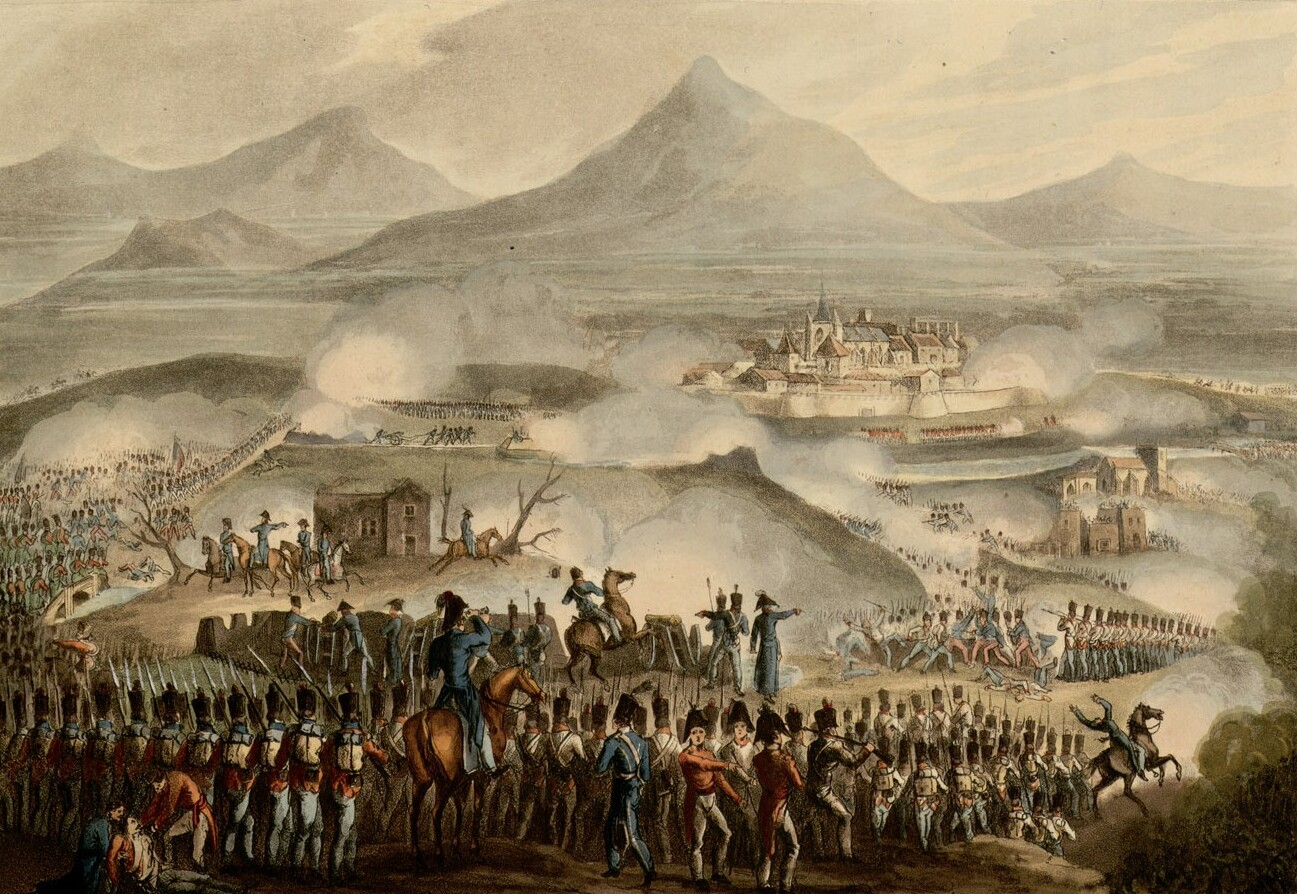
Slag bij Toulouse (1814)

De Slag bij Toulouse op 10 april 1814 was een van de laatste grote veldslagen van de napoleontische oorlogen. Hierin vocht Napoleon tegen de naties van de Zesde Coalitie. Onder leiding van Arthur Wellesley hadden ze het jaar ervoor het Franse leger teruggedrongen uit Spanje en Wellington legde nu het beleg van Toulouse in de lente van 1814. De stad van Toulouse werd verdedigd door maarschalk Soult. De slag eindigde onbeslist. 

## Prelude
Maarschalk Soult was via het Baskenland Frankrijk binnengetrokken en haastte zich via Saint-Gaudens en Muret naar Toulouse. Daar hoopte hij zijn troepen te kunnen bevoorraden. Tegelijk hoopte hij het leger van Wellington weg te lokken van de Atlantische kust en zo de bevoorradingslijnen van de Britten langer te maken. Wellesley wilde voor Soult Toulouse bereiken en wilde vooral voorkomen dat het leger van Soult zich samenvoegde met dit van maarschalk Suchet, dat via Catalonië Spanje had verlaten.
Frankrijk werd op dit moment langs alle kanten aangevallen en Napoleon had de meeste van zijn troepen naar het oosten van Frankrijk gestuurd. Napoleon had enkele dagen voor het begin van de veldslag al een wapenstilstand getekend met de coalitie, maar op dat moment wisten maarschalk Soult en de hertog van Wellesley dit nog niet.

## Offensief en veldslag

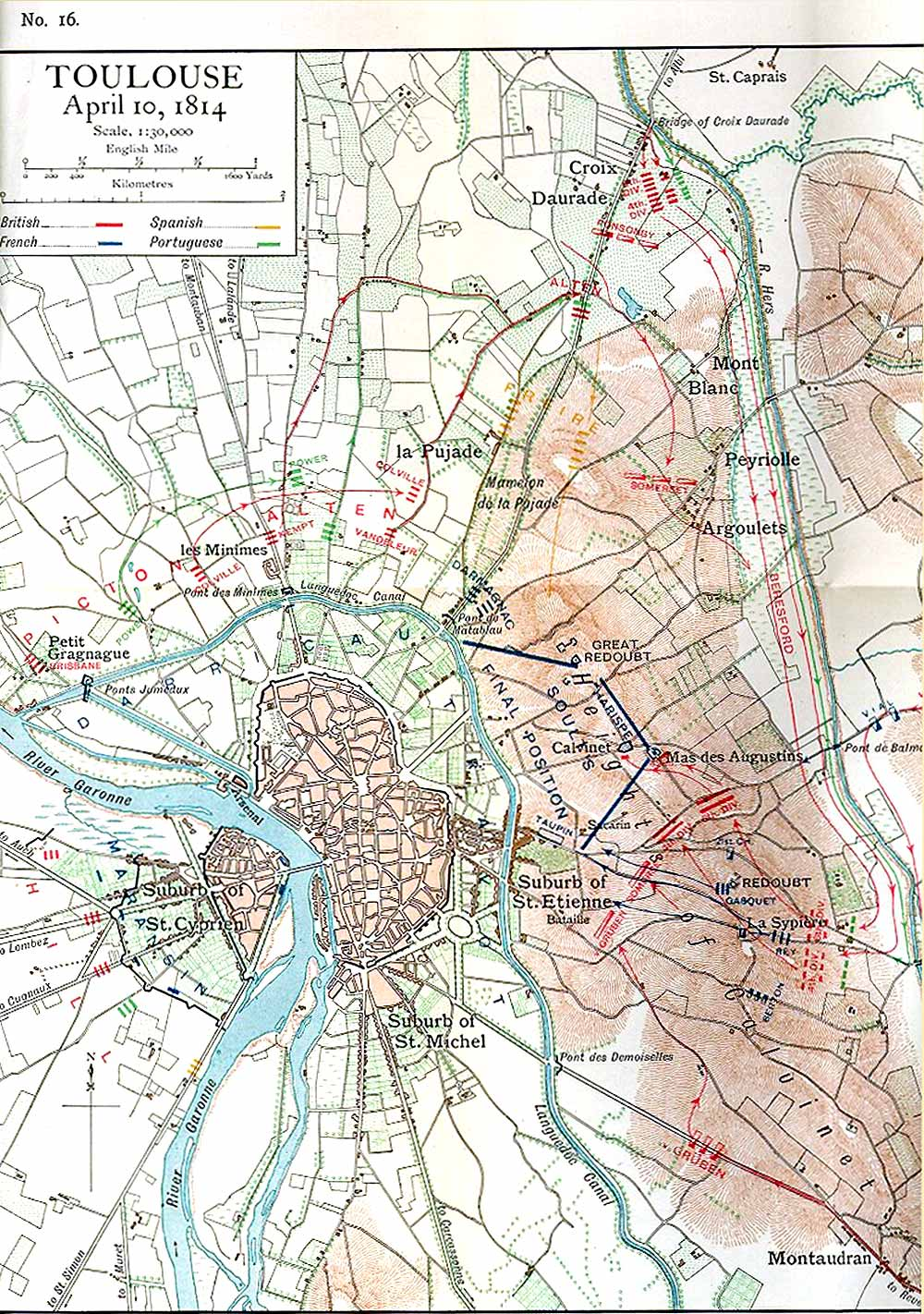
De slagorde

Op 12 maart nam William Beresford Bordeaux in zonder veel problemen en voegde zich met een deel van zijn troepen bij Wellesley. De Geallieerden hadden een kortere weg naar Toulouse gekozen, maar door de voorjaarsregens was deze in slechte staat en Soult bereikte Toulouse eerder. 
Op 28 maart 1814 probeerde Wellesley de Garonne over te steken bij Portet. De gepensioneerde generaal Jean-Marie Ritay kon dit verhinderen. Op 4 april legden de genietroepen van Wellesley een pontonbrug over de Garonne om zijn troepen op hun plaats te zetten. Deze pontonbrug stroomde weg, maar Soult kon hier geen voordeel uit halen, enkele dagen later namen de Geallieerden een brug over de Garonne in om hun afgezonderde troepen te ondersteunen.
De slag vond plaats op paaszondag 10 april en duurde van 6 uur 's morgens tot 9 uur 's avonds. Maarschalk Soult beschikte over ongeveer 41.500 Franse troepen. Deze troepen waren gedemoraliseerd door de grote verliezen die ze daarvoor hadden geleden in de Spaanse Onafhankelijkheidsoorlog. Wellesley beschikte over 53.000 manschappen, een coalitie van Britten, Spanjaarden en Portugezen. De Geallieerden namen stelselmatig de vooruitgeschoven posities van de Fransen in, waardoor maarschalk Soult zijn troepen volledig binnen de stadsmuren moest brengen. De Fransen verloren 3.200 en de Geallieerden 4.750.

## Wapenstilstand
De volgende dag werd er niet meer gevochten. Het nieuws van de gebeurtenissen bij Parijs had Toulouse bereikt. Bovendien kon maarschalk Soult niet rekenen op medewerking van de burgerbevolking van Toulouse, die oorlogsmoe was. Op de ochtend van 12 april gaf Toulouse de strijd op en overhandigde de stad aan de Geallieerden. In de namiddag ontving Wellesley het bericht dat Napoleon zich had overgegeven. Maarschalk Soult trok weg uit Toulouse en vocht verder tegen de Geallieerden tot en met de 17de april, toen hij zelf een wapenstilstond sloot met Wellesley.